# Domenico Conti Bazzani
Domenico Conti Bazzani (Mantova, 1740 – Roma, 19 febbraio 1815) è stato un pittore italiano.

## Biografia
Domenico Maria Conti Bazzani (o Bazzano, Bozani, Bazzani-Conti) è descritto come un discepolo e figlio adottivo di Giuseppe Bazzani, che fu direttore dell'Accademia di Mantova dopo 1767.
Studiò presso l'Accademia nazionale virgiliana di Mantova sotto Bazzani e si aggiudicò la medaglia d'oro nelle competizioni nel 1765 e 1766. Nel 1769 con il suo saggio su un giovane Scipione l'Africano gli fu aggiudicata la medaglia d'oro, ma lui non accettò un titolo di maestro, ma un insegnamento di pittura di figura. Tra le sue opere a Mantova, dipinse nel Palazzo Reale e nella chiesa di San Zenone. Il Gesù Nazareno nella cattedrale fu dipinto durante il suo soggiorno a Roma.
Nel 1770 Conti Bazzani si trasferì a Roma, dove trovò mecenatismo papale e fu addestrato da Pompeo Batoni. Tra i suoi allievi vi furono Giuseppe Tominz e Giuseppe Bossi. Si dice che Vincenzo Camuccini e Pietro Benvenuti abbiano frequentato il suo studio. Egli fu conosciuto negli anni successivi per essere commerciante o perito per l'esportazione di dipinti da Roma.